# NGC 657
NGC 657 ist die Bezeichnung eines offenen Sternhaufens im New General Catalogue. Der Sternhaufen liegt im Sternbild Kassiopeia am Nordsternhimmel.
Das Objekt wurde im Jahr 1831 von dem britischen Astronomen John Herschel entdeckt.